# Marju Lauristin
Marju Lauristin (nacida el 7 de abril de 1940) es una política estonia, ex miembro del Parlamento Europeo y 
exministra de Asuntos Sociales. Ella es miembro del Partido Socialdemócrata, parte del Partido de los Socialistas Europeos. Lauristin es actualmente miembro del ayuntamiento de la ciudad de Tartu.

## Primeros años y educación
Lauristin es la hija de los políticos comunistas Johannes Lauristin y Olga Lauristin (nacida Künnapuu), dos políticos destacados del Partido Comunista de Estonia. Ella creció y asistió a escuelas primarias y secundarias principalmente en Tallin, donde fue compañera de clase de la actriz Ines Aru. Se graduó de la Universidad Estatal de Tartu (ahora Universidad de Tartu) en 1966 con un título en Periodismo y Sociología de la Comunicación de Masas.
En 1976, Lauristin completó sus estudios de doctorado en Periodismo en la Universidad de Moscú. Su tesis se centró en el análisis de contenido de textos periodísticos.
Desde 2003, Lauristin ha sido profesora de comunicación social en la Universidad de Tartu.

## Carrera política
En octubre de 1980, Lauristin fue firmante de la Carta de los 40 intelectuales, una carta pública en la que cuarenta intelectuales estonios prominentes defendieron el idioma estonio y protestaron contra las políticas de rusificación del Kremlin en Estonia. Los firmantes también expresaron su inquietud contra el gobierno a nivel de la República al tratar con dureza las protestas juveniles en Tallin que se desencadenaron una semana antes debido a la prohibición de una presentación pública de la banda de punk rock Propeller.
Junto con Edgar Savisaar, en 1988 Lauristin fundó Rahvarinne, el primer movimiento de independencia a gran escala en Estonia desde la incorporación del país a la URSS. En 1990 fue vicepresidenta del Parlamento estonio, y en 1991 participó y apoyó la votación para la restauración de la independencia de Estonia. De 1992 a 1994 fue ministra de Asuntos Sociales de Estonia (Partido Socialdemócrata de Estonia/'Moderados').

### Miembro del Parlamento estonio, 1992–2014
Después de las elecciones de 1992, Lauristin sirvió como miembro del Riigikogu, electa como miembro del Partido Popular Moderados (en estonio: Rahvaerakond Mõõdukad).

### Miembro del Parlamento Europeo, 2014-2017
Lauristin se convirtió en miembro del Parlamento Europeo en las elecciones europeas de 2014. Desde entonces ha estado sirviendo en la Comisión de Libertades Civiles, Justicia y Asuntos de Interior. Más tarde se unió a los comités especiales del Parlamento creados para investigar el escándalo de Luxleaks en 2015 sobre el escándalo de los Panama Papers en 2016, respectivamente.
Dentro de su grupo parlamentario, Lauristin se desempeñó como vicepresidenta bajo el liderazgo de Gianni Pittella desde 2014 hasta 2016.
En la Comisión de Libertades Civiles, Justicia y Asuntos de Interior, Lauristin se desempeñó como rapporteur del Parlamento en la Regulación de privacidad electrónica. Además de las tareas de su comité, fue miembro de la delegación del Parlamento en el Comité de Asociación Parlamentaria UE-Ucrania.
En 2017, Lauristin se postuló para el concejo municipal de Tartu, y prometió renunciar al Parlamento Europeo si fuera electa. Lauristin fue finalmente electa con el segundo mayor número de votos en el distrito electoral. El 27 de octubre de 2017, Lauristin abandonó el Parlamento Europeo, tras la aprobación en el comité LIBE de su informe sobre la Regulación de privacidad electrónica.